# Іші
Іші (англ. Ishi; бл. 1860, Каліфорнія, США — 25 березня 1916, Окленд, США) — індіанець, якого вважають останнім відомим представником племені яхі, південної гілки народності яна, і одночасно останнім носієм південного діалекту мови яна. Точна дата народження Іші невідома. Більшу частину свого життя він провів у малодоступних гористих районах Каліфорнії разом з чотирма останніми одноплемінниками, серед яких були його мати й сестра (за іншими даними, кузина). До 1900-х років усі вони померли, й Іші залишився в повній самотності[⇨].
29 серпня 1911 його виявили недалеко від міста Оровіль. Тут шериф поліції до повного з'ясування питання про особистість затримав його й помістив у камеру для душевнохворих [⇨]. Через кілька днів до індіанця приїхав антрополог Томас Вотермен, котрий згодом став постійним супутником та близьким другом Іші[⇨].
Разом з Уотерменом Іші поїхав до Музею антропології при Каліфорнійському університеті в Сан-Франциско, де й прожив до своєї смерті від туберкульозу 1916 року[⇨]. Завдяки активній співпраці індіанця з ученими, їм вдалося фрагментарно відновити мову й фольклор племені яхі, а також отримати численні відомості про повсякденне життя племені[⇨].

## Дитинство
Плем'я яхі, до якого належав Іші, займало найбільш південну територію розселення народності яна. До приходу переселенців яхі займалися рибальством, полюванням та збиранням. Дії перших колонізаторів не торкнулися яна, проте з 1840-х років народ почав стрімко вимирати, що було пов'язано з масовим припливом переселенців під час каліфорнійської золотої лихоманки. Загибель індіанців сталася через безперервні війни з білими: переселенці, налякані численними історіями про жорстокість та фізичну силу яна, прагнули знищити плем'я будь-якими способами. У боях брали участь регулярні війська армії США. 1850-і роки стали ще більш важкими для Яхів. Їх чисельність помітно скоротилась, а через господарську діяльність переселенців колишні заняття вже не були такими продуктивними, й індіанці почали голодувати. Позбавлені колишніх способів добувати їжу, до 1887 яхі зайнялися грабунком. Під час таких вилазок багато членів племені були впіймані й розстріляні або повішені.
Іші народився наприкінці 1850-х або на початку 1860-х років. Найбільш вірогідним роком народження індіанця вважають 1862. Ім'я, дане йому при народженні, невідоме. Це пов'язано з повір'ями яна, які забороняють повідомляти своє ім'я кому-завгодно, крім найближчих родичів. Так само Іші не повинен був згадувати імена своїх померлих одноплемінників. 1996 року археолог Стівен Шеклі опублікував результати своїх досліджень, згідно з якими Іші не був чистокровним яхі.
1870 року землевласник В. Сегрейвс виявив, що його склад був розкрадений. Сегрейвс запідозрив у цьому яхів. Разом з активістом Гудом, який уже командував був декількома експедиціями проти них, Сегрейвс попрямував до місця проживання племені. Там Гуд і Сегрейвс зустріли групу з близько 15 яхів і розстріляли всіх чоловіків, а трьох жінок взяли в полон. Після цього вони помітили ще двох осіб, старого чоловіка та юнака приблизно 17 років, що затрималися й тому зуміли врятуватися. Згодом Сегрейвс стверджував, що тим юнаком був Іші. Приїхавши через 40 років до Сан-Франциско, він упізнав індіанця. Однак 1870 року Іші було близько 10 років.
Коли Іші минуло 10 років, від його племені залишилася лише невелика група людей. Тоді ж яхі почали залишати свої території та заглиблюватися все далі в гористі райони.

## Життя поза цивілізацією
Про життя Іші до 1911 року відомо дуже мало. Сам він дуже не любив говорити про цей період. Антрополог Уотермен, що працював з Іші, припускав, що після розстрілу 1870 залишилось 15-16 яхів. Іши ніколи не згадував, що з того часу в племені народилась хоча б одна дитина.
Яхі, які залишились в живих, оселились в малодоступних та непомітних місцях. Вони харчувалися рибою, кашею з жолудів і зеленою конюшиною. Для полювання яхі використовували лише безшумну зброю. В 1890-х роках яхі знов почали грабувати переселенців, однак 1894 року повністю припинили вилазки . У той час плем'я відступило ще далі — в ущелину Дір-Крік. Його чисельність продовжувала знижуватися, поки не досягла 5 осіб. Крім Іші, залишилися його мати, сестра (за іншими даними, кузина), старезний індіанець і юнак. Останні двоє не були пов'язані близькими родинними відносинами з Іші. Вп'ятьох яхі заснували село Вовунупо-Ма-Тетна, де й оселилися. Юнак через деякий час помер, і на плечі Іші та його сестри лягла турбота про двох старих.
1906 року одного з переселенців обікрали, й по околицях поширились чутки, що не всі індіанці вимерли. У листопаді 1908 будівельна компанія, яка готувалась до будівництва греблі між Дір-Кріком та Салфер-Кріком, направила до Вовунупо-Ма-Тетна групу інженерів для обстеження гірського потоку. При дослідженні група натрапила на Іші. Реакція індіанця залишилася невідомою: згідно зі словами одного з інженерів, він «злостиво загарчав», однак інший казав, що індіанець помахав білим рукою, показуючи, що їм слід піти. Коли інженери розповіли про це колегам, ті сприйняли їх слова з недовірою та зійшлися на тому, що їм привиділося .
Тим часом індіанці вирішили, що переселенцям вдалося виявити їх селище. Вони не могли продовжувати відступати: старий пересувався насилу, мати Іші ж зовсім не могла ходити. Яхі домовилися, що в разі небезпеки сестра Іші візьме під свою опіку старого, він же залишиться при матері. Нарешті переселенці дійсно вирішили довіритися словами інженерів і оглянути територію Дір-Кріка. Провідником загону, що складався з топографів, був Мерль Епперсон. Топографи зуміли виявити село, однак всі здатні ходити жителі до того часу вже покинули його: в Вовунупо-Ма-Тетна залишилася лише мати Іші. Епперсон вирішив, що вона не становить для них небезпеки, і звелів тимчасово на ніч покинути село. Повернувшись з ранку загін виявив, що жінка зникла. Топографи спробували розшукати індіанців, але їх спроби залишились безуспішними. Надалі в пошуках брав участь і антрополог Уотермен, згодом близький друг Іші.
Того дня Іші втратив сестру та старого: він з матір'ю втік в одну сторону, вони — в іншу. Вони домовились були про місце зустрічі, але сестра зі старим так і не прийшли туди, з чого Іші зробив висновок, що вони загинули. На його думку, вони або потонули при переправі через Дір-Крік, або їх загризли пуми. Мати жила з Іші до своєї смерті, яка настала незабаром після руйнування села. З кінця 1908 до середини 1911 року індіанець провів один. Влітку 1911 року Іші, гнаний голодом і самотністю, пішов з гори й вирушив у невідомому напрямку.

## Вихід з гір
29 серпня 1911 індіанця виявили каліфорнійські різники на різниці. Вони вирішили зателефонувати шерифові найближчого населеного пункту — міста Оровіль. Дж. Б. Вебер з підручними негайно приїхали на бойню й приготувалися до агресивних дій індіанця. Однак він зовсім не опирався поліціянтам і дозволив надягнути на себе наручники. Вебер спробував поговорити з затриманим, але той не розумів по-англійськи. Тоді шериф відвіз індіанця в міську в'язницю Оровіля й замикнув його в камері для душевнохворих. До того часу звістка про раптово виявленого індіанця обійшла Оровіль, і біля в'язниці зібралась юрба цікавих. Вони проникли в будівлю й почали розглядати індіанця через ґрати. Поліціянти змушені були застосувати силу, щоб вигнати натовп на вулицю.
Іші не приймав запропоновану їжу і не спав, побоюючись білих людей. Згодом він замовчував про це й лише згадував, що у в'язниці його комфортно облаштували та смачно нагодували. З індіанцем спробували заговорити іспанці й корінні американці з племен майду та вінтун, але жодна зі спроб не мала успіху.
У в'язниці була зроблена перша фотографія індіанця, опублікована газетою San Francisco Call. Ця стаття привернула увагу двох антропологів з Каліфорнійського університету в Сан-Франциско — професорів Кребера і Уотермена. 31 серпня Кребер відправив Веберу телеграму з проханням підтвердити достовірність інформації про спійманого дикого індіанця. Мабуть, шериф одразу ж відповів ученому, оскільки вже наступного дня Уотермен вирушив до Оровіля.

### Знайомство з Уотерменом
Ще до знайомства з індійцем антропологи визначили, що він є представником племені яна, проте Уотермену належало з'ясувати, до якої саме гілки він належить: північної, центральної чи південної. У перших двох випадках було б значно легше встановити контакт з індіанцем, оскільки були відомі носії мов племен і складені відповідні словники. Щодо південних яна, то їх вважали тоді повністю вимерлими.
Уотермен взяв із собою до Оровіля словник мов північних та центральних яна. За допомогою аркуша з фонетичною транскрипцією антрополог став зачитувати індіанцеві слова з діалектів яна, але той залишався байдужим, хоча й уважно прислухався до Уотермена. Першим словом, яке упізнав Іші, стало «жовта сосна». За ним пішло ще кілька слів. Індіанець дійсно виявився представником південних яна, яких вважали вимерлими. Згідно з Уотерменом, південний діалект яна мав істотні відмінності від північного й центрального, але не настільки значні, щоб зовсім не розуміти сусідів.
Після того, як Уотермен через декількох годин бесіди став відносно орієнтуватися в мові південних яна, Іші зважився поставити йому питання: «Ти індіанець ?» Іші розумів, що його співрозмовник не належить до корінних американців, а цим питанням намагався, використовуючи обмежений запас слів, з'ясувати, чи дружні наміри Уотермена. Після того, як той відповів ствердно, Іші остаточно заспокоївся й довірився вченому.
У перші дні після виявлення індіанця Вебер став шукати для нього відповідний будинок. Уотермен запропонував Веберу забрати індіанця з собою до Каліфорнійського університету, а там поселити в інститутському Музеї антропології. Для згоди потрібен був дозвіл Бюро у справах індіанців у Вашингтоні. Переговори між Сан-Франциско, Вашингтоном і Оровілем, велись по телефону та телеграфу впродовж близько 48 годин. Нарешті, згоду було отримано, і Вебер виписав ордер на звільнення індіанця. Співробітники музею не були зобов'язаними доглядати його до повного вирішення питання.
Тоді Вебер зв'язався з містом Реддінг, де проживав індіанець Батві, котрий трохи розмовляв мовою яна. Батві прибув до Оровіля. 4 вересня Уотермен, Батві та Іші виїхали на поїзді до Сан-Франциско.

## Життя в музеї

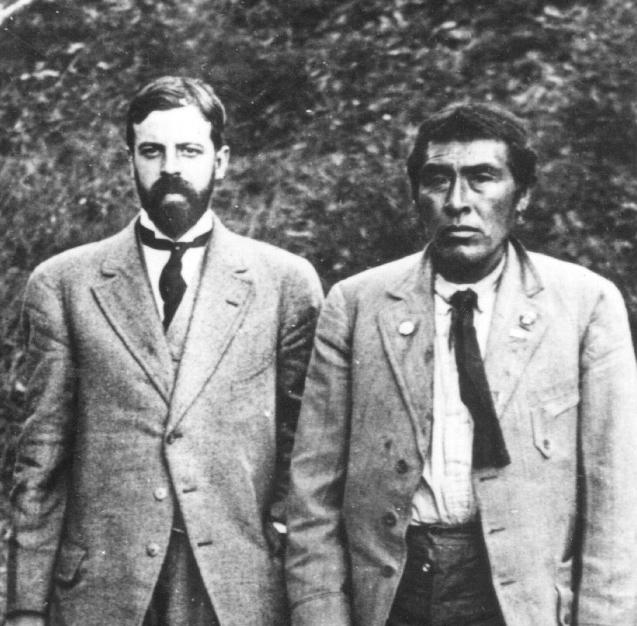
Іші з Кребер, 1911

Того самого дня Іші, Батва та Уотермен прибули до Сан-Франциско. Іші розмістили в музеї. Тут він вперше зустрівся з антропологом Кребером, якого став називати «Великий Шеп» (спотворене «шеф») . У музеї вперше постало питання про ім'я індіанця. ЗМІ охрестили його як «дику людину з Оровіля», своє ж справжнє ім'я він вважав за потрібне не називати у зв'язку з повір'ями яхів. Тоді Кребер став називати індіанця «Іші», що мовою яна означало «людина». Індіанець з покірністю прийняв нове ім'я, але відгукувався на нього неохоче.
Після приїзду Іші навколо музею зібрався натовп людей, які бажали побачити «останню дику людину в США», як він і став відомим пресі. Серед охочих побачити були й театральні антрепренери, які прагнули укласти з індіанцем контракт на виступи у своїх закладах. Пропозиція надійшла й від однієї з перших звукозаписних компаній  American Phonograph Company, яка бажала створити платівку із записом голосу Іші. Однак запис так і не відбувся.
Іші не був звиклим до вигляду такої юрби. Спочатку він відчував страх, коли перебував у великому скупченні людей. Йому не подобалося, коли незнайомці намагалися потиснути йому руку. Хоча з роками він звик до цієї форми вітання, але все одно відчував певний дискомфорт.
У музеї склалася традиція, за якою Іші в будні дні займався з антропологами, а по суботах приймав бажаючих познайомитися з ним. За спогадами Кребера, Іші швидко позбувся колишньої сором'язливості і з задоволенням починав спілкуватися з відвідувачами. Крім розмов індіанець демонстрував публіці стрільбу з лука, добування вогню, а після вистави дарував охочим наконечники для стріл, які він виготовив. Незабаром попит на них став таким великим, що їх стали віддавати лише представникам освітніх закладів та музеїв. Іші найбільше подобалося показувати впродовж таких сеансів процес обробки обсидіану. 

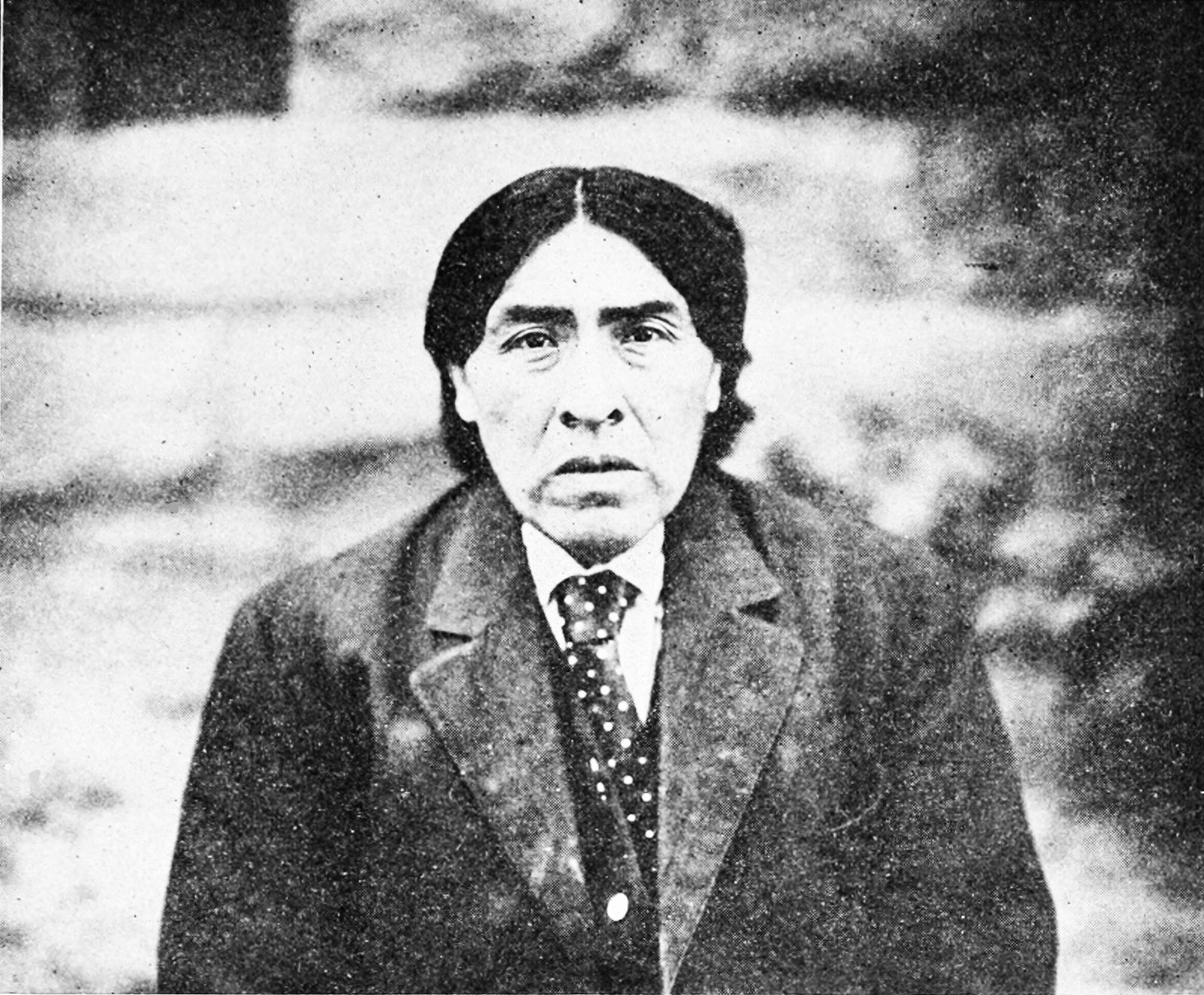
Іші 1915 року

З плином часу Іші став все більше пристосовуватися до нового життя. Разом з Кребером він відвідував пляжі, театри та вар'єте, де незмінно дивувався великій кількості людей. При першому візиті до театру Іші супроводжував Батві. Іші більше цікавила поведінка глядачів, ніж те, що відбувалось на сцені, й Батві постійно обсмикував його, змушуючи стежити за виставою. Іші познайомився і з медициною. У місцевій лікарні його навіть пустили на хірургічну операцію. За спогадами хірурга, індіанець вельми прохолодно віднісся до його дій, проте проявив живий інтерес до роботи анестезіолога.
Через деякий час Іші зміг досягти й фінансової самостійності. Він отримав офіційну посаду помічника сторожа музею. До обов'язків Іші входило прибирання музею після відвідувачів і ремонт майна. Кребер згадував, що Іші хвацько взявся за покладену на нього роботу. Керівництво музею призначило Іші оклад у розмірі 25 доларів на місяць. Для того, щоб він міг безперешкодно переводити свої чеки, Кребер навчив Іші писати своє ім'я. Приблизно половину зарплати Іші використовував, а половину відкладав у сейф, отриманий від Кребера. Іші вів господарство заощадливо й намагався користуватися найдешевшими товарами. Він ревно дбав про гроші й частенько перераховував їх. Його система лічби була пятеричною. За допомогою неї він з легкістю міг перерахувати весь свій статок, але коли його попросили провести нескладну обчислювальну операцію з абстрактними числами, він не зміг.
Попри всі ці привілеї, Іші так і не отримав паспорт громадянина США. Проблема надання йому всіх прав, у тому числі виборчого, ніколи не поставала.

### Експедиція та хвороба
Відтоді як Іші поселився в музеї стали виникати пропозиції повернути його на батьківщину. Попри те, що вчені незмінно їх відкидали, 1911 року Кребер та Уотермен вирішили звозити Іші в долину Дір-Кріка. З ними захотіли поїхати друг Іші доктор Поуп і його син підліткового віку. Іші не сподобалась ця ідея, оскільки, за його словами, він не хотів турбувати пам'ять про минуле. Тим не менш, зрештою він погодився, хоча й не без несхвалення. Іші заздалегідь заготовив луки і стріли, щоб його супутники змогли отримати наочніше уявлення про полювання яхів. Команда заручилася згодою Комісії з полювання та рибальства, що дозволила їм полювати на оленя.
У травні 1914 року експедиція вирушила в дорогу. Частину шляху вони провели в поїзді, частину — пішки. Тоді ж Іші вперше в житті прокотився верхи на коні. Команда розмістила табір поруч з впадінням Дір-Кріка в Салфер-Крік. Тут вони під керівництвом Іші вивчали повсякденне життя яхів, їх способи добування їжі та обряди.
Після повернення з експедиції влітку 1914 року в Іші проявилися перші симптоми туберкульозу. 1915 року його поклали до лікарні, де індіанця регулярно відвідував Поуп. Кребер та Уотермен, які були зайняті викладанням, кожний день отримували телеграми з докладними відомостями про стан Іші. До кінця року індіанцеві стало ще гірше, після чого він попросив перевезти його на лікування в музей. Він пояснював, що згідно зі своїм повір'ями яхі повинні помирати вдома. Прохання Іші було виконане.

## Смерть
Іші помер 25 березня 1916 в музеї. За звичаями яхів, його тіло було піддане кремації. Іші залишив статок у розмірі 525 доларів. Згідно з законами Каліфорнії, після смерті людини, яка не залишила спадкоємців, її статок вилучається на користь держави. У разі Іші закон був обійдений: чиновник, уповноважений спостерігати за виконанням цієї операції, забрав лише половину суми. Другу половину на прохання Іші передали хірургу Моффіну, якого індіанець шанував як обдарованого лікаря.
В Канзас-Сіті студенти, які дізналися від свого викладача про Іші, провели мітинг в пам'ять про нього.

## Спадщина
Іші від самого прибуття до музею активно співпрацював з ученими-антропологами. Завдяки йому вони дізналися про повсякденне життя яхів. іші наочно показував, в тому числі на виступах у музеї, стрільбу з лука, процес добування вогню та рибальство. Також він розповідав численні казки з племінного фольклору.
Іші становив інтерес і для лінгвістів. Він повідав ученим безліч слів з південного діалекту яна. Уотермен записав його голос на плівку, яка згодом зберігалась у музеї. 1957 року плівку вилучили й відновили . Крім цього, Іші став головним героєм документальної картини, знятою кінокомпанією California Motion Picture Corporation. Копія фільму, передана університетові, зберігалася в невідповідних умовах, і тому була пошкоджена. Нині картину вважають загубленою.

## У культурі
Історія Іші лягла в основу кількох кінокартин. 1978 вийшов телефільм Ishi: The Last of His Tribe, зрежисований Робертом Еллісом Міллером. Роль Іші виконав  Елой Касадос. 1992 року Гаррі Хук зняв телефільм «Останній з племені» з Гремом Гріном в ролі Іші й Джоном Войтом в ролі Кребера. Войт за гру у фільмі був номінований на премію «Золотий глобус» В категорії«Найкраща чоловіча роль — міні-серіал або телефільм».
2008 року в Театрі Ріно (Сан-Франциско) відбулася прем'єра постановки Ishi: The Last of the Yahi,яку  написав та зрежисував Джон Фішер. Головну роль виконав Майкл Вега.